# Thampoa foliacea
Thampoa foliacea är en insektsart som beskrevs av Huang och Zhang 2002. Thampoa foliacea ingår i släktet Thampoa och familjen dvärgstritar. Inga underarter finns listade i Catalogue of Life.